# Kalliosaari (ö i Norra Savolax, Kuopio, lat 63,33, long 27,98)
Kalliosaari är en ö i Finland. Den ligger i sjön Syväri och i kommunen Kuopio i den ekonomiska regionen  Kuopio ekonomiska region  och landskapet Norra Savolax, i den centrala delen av landet, 400 km norr om huvudstaden Helsingfors. Öns area är 0,7 hektar och dess största längd är 120 meter i sydöst-nordvästlig riktning.